# 徐文璧
徐文璧（1537年—1602年），字国玺，号西亭，明朝軍事將領、定國公。徐延德子。母张氏。

## 生平
隆慶二年三月甲戌（1568年4月21日），襲定國公爵，祿二千五百石。隆慶五年，領右軍都督府。萬曆八年掌後軍都督府，十一年九月，加太保兼太子太保，尋加兼太子太傅。十五年進太傅，二十二年進太师。萬曆三十年六月（1602年）去世，諡康惠。。夫人王氏，成山伯王维熊女，封定国公夫人。子：廷辅、廷佐、廷直、廷佑、廷贤。長子廷辅早卒，孫希皋嗣封。